# Frida Östberg
Frida Östberg, née le 10 décembre 1977 à Örnsköldsvik, est une footballeuse suédoise évoluant au poste de milieu de terrain.

## Biographie

### Carrière en club
Frida Östberg commence sa carrière au Hägglunds IoFK, où elle joue jusqu'en 1994. Elle rejoint l'Umeå IK en 1995 où elle reste dix saisons. Elle évolue ensuite de 2006 à novembre 2007 au Linköpings FC.  
Le 30 novembre 2007, elle annonce son retour à l'Umeå IK, où elle joue toute la saison 2008, remportant le Diamantbollen en 2008.
Elle part ensuite aux États-Unis jouer la saison 2009 de Women's Professional Soccer avec les Red Stars de Chicago.
Elle retourne ensuite à l'Umeå IK avant de prendre sa retraite à l'été 2010 après avoir annoncé sa grossesse.

### Carrière en sélection
Östberg fait ses débuts en équipe de Suède féminine de football en 2001 contre la Norvège. Elle joue deux Coupes du monde (2003 et 2007), deux tournois olympiques (2004 et 2008) et deux Championnats d'Europe (2001 et 2005).
Elle compte au total 78 sélections avec l'équipe de Suède, marquant à deux reprises.

## Palmarès

### En club
Umeå IK
- Coupe féminine de l'UEFA
  - Vainqueur : 2003 et 2004.
  - Finaliste : 2002 et 2008.

- Championnat de Suède
  - Champion : 2000, 2001, 2002, 2005 et 2008.
  - Vice-champion : 2003 et 2004.

- Coupe de Suède
  - Vainqueur : 2001, 2002 et 2003.
  - Finaliste : 2004, 2005 et 2008.

- Supercoupe de Suède
  - Vainqueur : 2008
  - Finaliste : 2010

 Linköpings FC
- Supercoupe de Suède
  - Finaliste : 2007

### En sélection
Suède
- Coupe du monde
  - Finaliste : 2003
- Championnat d'Europe
  - Finaliste : 2001

### Distinctions individuelles
- Diamantbollen en 2008